# 조승제 (희극인)
조승제(1981년 12월 9일 ~ )은 대한민국의 희극 배우이다. 2006년 MBC 공채 15기로 방송계 입문, 학력은 대구 계명대학교 사회체육학과를 졸업해 MBC 개그야 등에서 활약함. 그 외에도 섹션TV연에통신, TV유치원 등에서도 활약을 하다가 최근에는 SBS골프 고교동창의 파이팅맨으로 활약하고 있다. 유튜브 채널 파이팅맨 TV를 운영 중이다. 아직 구독자수가 적어 매우 고심 중이라고 한다. 그리고 팟캐스트 처방전에서 KBS 공채 개그맨 홍훤 (MBC 공채이기도 함)과 송왕호와 함께 진행을 하였다. (재미있다.) 최근엔 쇼호스트로 변신하여 쏠쏠히 활약 중이다. 
해운대의 작은 거인이라고 하면서 원원 투투 쓰리쓰리 고고를 외치며 X추가 크다고 자부심을 드러내나 본 사람은 아무도 없다고 한다. (하지만 고향은 경남 창원이다.)
가족은 6살 연하의 와이프와 2015년 생 아들이 있다. 결혼은 집안의 소개로 단 4번 만나고 결혼을 결심했다고 한다. 지금은 돌싱이다. 
아직까지 네이버에선 1985년 생이라고 나온다. 
2024년 양평군 홍보대사에 임명 되었다. 양평군이 조승제를 홍보 해줘야 할 거 같다.  

## 출연 작품
- 《코미디에 빠지다》 (MBC)
- 《코미디의 길》 (MBC)
- TV유치원 파니파니 (KBS)
- 섹션TV 연예통신 (MBC)
- 꿀단지 (MBC)
- 웃고 또 웃고 (MBC)
- 고교동창 골프최강전 (SBS골프)
- 처방전 (팟캐스트)